# Sân bay Mammoth Yosemite
Sân bay Mammoth Yosemite (IATA: MMH, ICAO: KMMH, FAA LID: MMH) là một sân bay công cộng thuộc sở hữu của thành phố có cự ly bảy dặm về phía đông của Mammoth Lakes, trong quận Mono, bang California. Còn được gọi là Sân bay Mammoth Lakes hay Sân bay Mammoth-June Lake,, sân bay này chủ yếu được sử dụng cho hàng không chung, nhưng đã được 2 hãng hàng không lên kế hoạch các chuyến bay chở khách.
Sân bay có 665 hành khách lên máy bay trong năm dương lịch 2008, 6157 lượt khách lên máy bay trong năm 2009, và 19.814 lượt lên máy bay trong năm 2010. Kế hoạch quốc gia về tích hợp hệ thống sân bay cho giai đoạn 2011-2015 phân loại sân bay này là một sân bay hàng không chung.